# Real Casa de la Moneda (Sevilla)

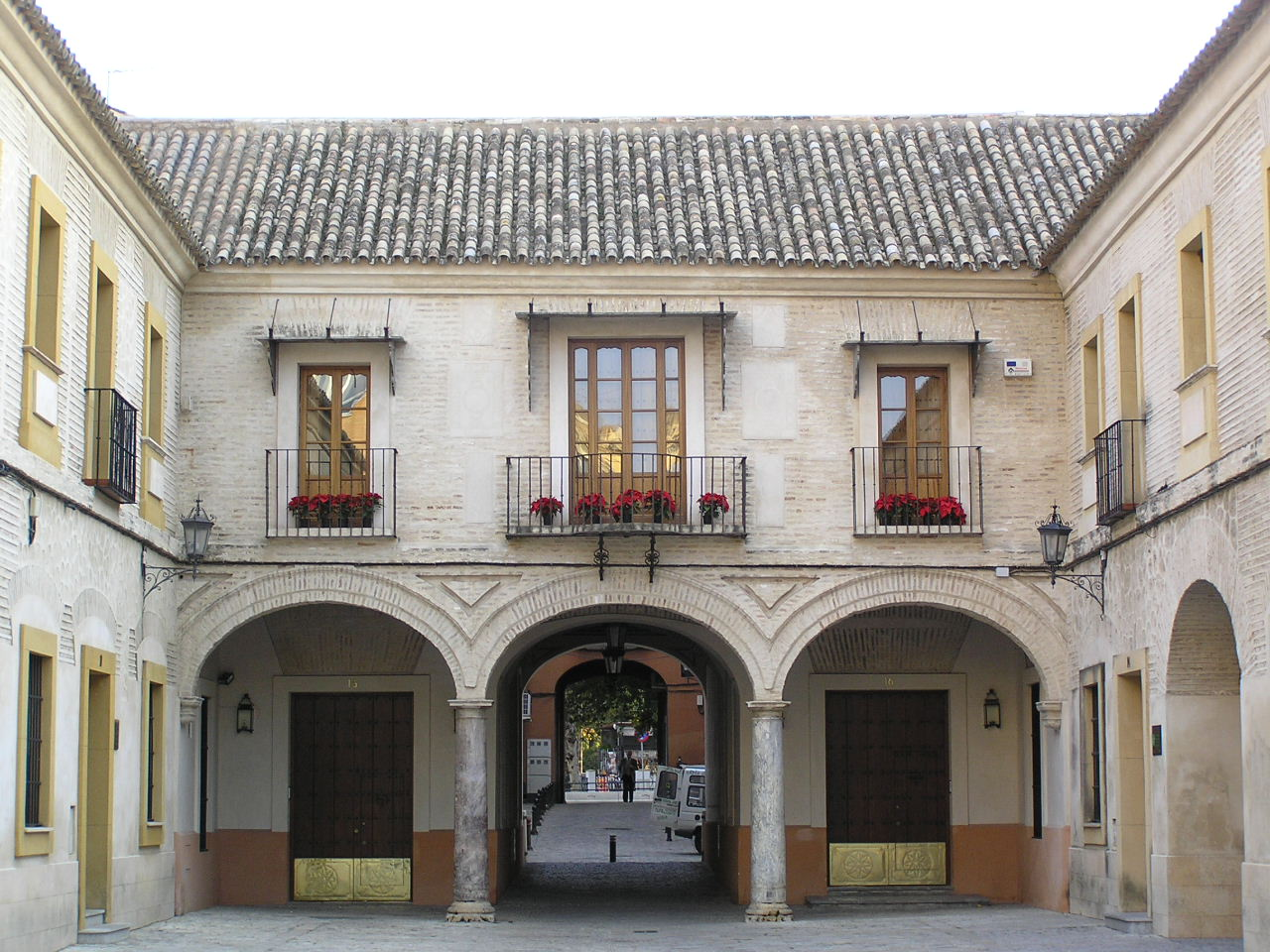
Antic pati dels mercaders

La Reial Casa de la Moneda  de Sevilla era el centre neuràlgic on es fonia l'or i l'argent que després era convertit en moneda a l'època de l'Imperi Espanyol.
Als segles de ple apogeu hi treballaven més de 200 treballadors que s'encarregaven d'alimentar els forns i tenir en funcionament la fosa.
Estava situada a l'entrada de la ciutat, entre la Torre del Oro i la Torre de la Plata. Ocupa una superfície irregular, més aviat de forma triangular i fou aixecada al mateix lloc on abans hi havia la seca d'ençà el segle xiii. Va sofrir diverses reformes durant el seu ús com a Reial Fàbrica. En especial una reforma al segle xvi i una altra al segle xviii, quan se li va afegir la gran portada que és l'accés principal, obra de Sebastià Van der Borcht, així com una altra sèrie de reformes de cara a solucionar problemes de filtracions i estructurals derivats del terratrèmol de Lisboa de 1755.

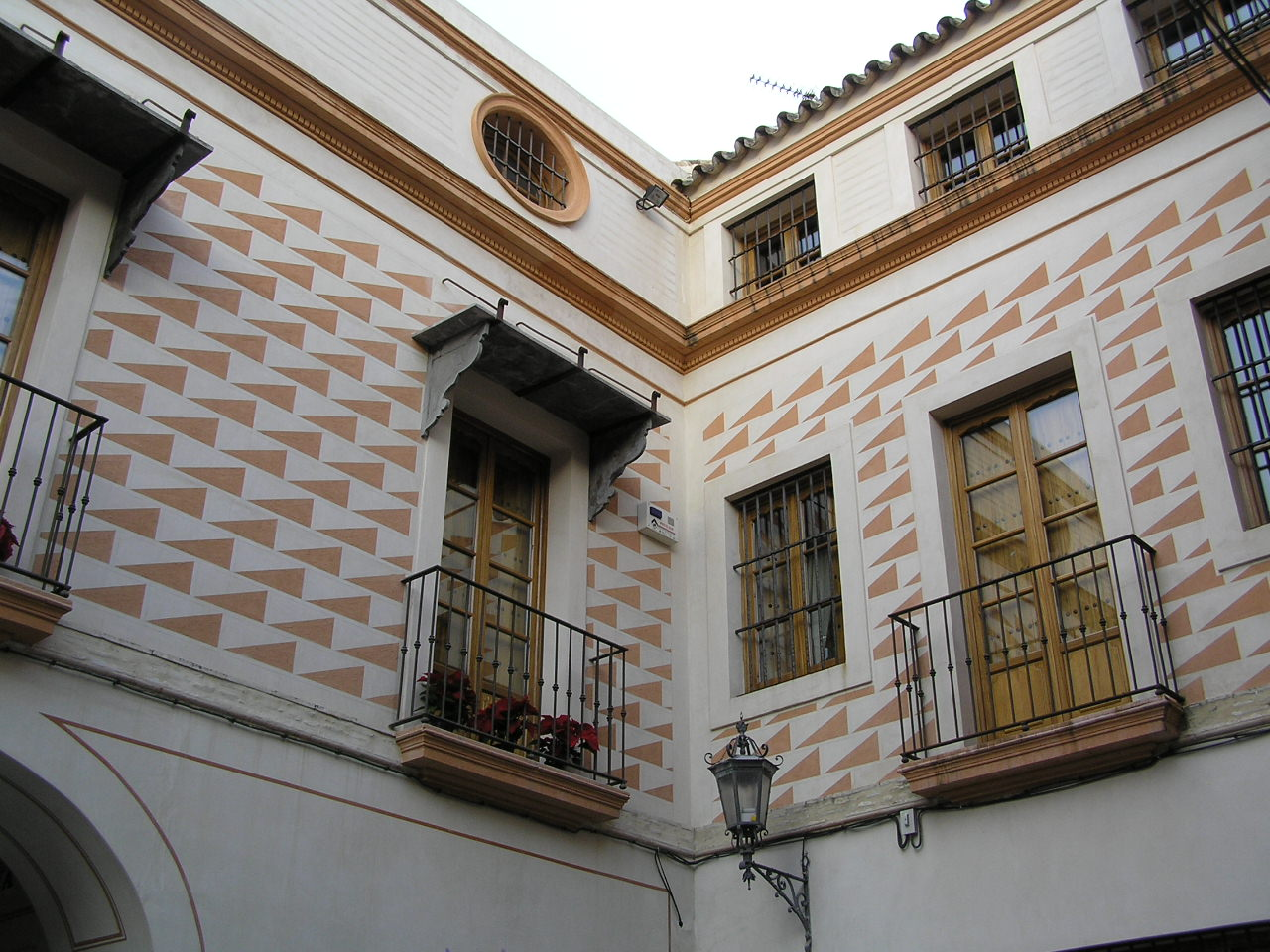
Carrer interior del recinte.

Va deixar de funcionar al segle xix. L'edifici es va aprofitar com a conjunt residencial. Posteriorment es va abandonar i es va anar deteriorant fins a un estat ruïnós. A la fi del segle XX es va decidir la seva restauració i se'n va recuperar l'esplendor.